# Heinrich III. (Lavant)

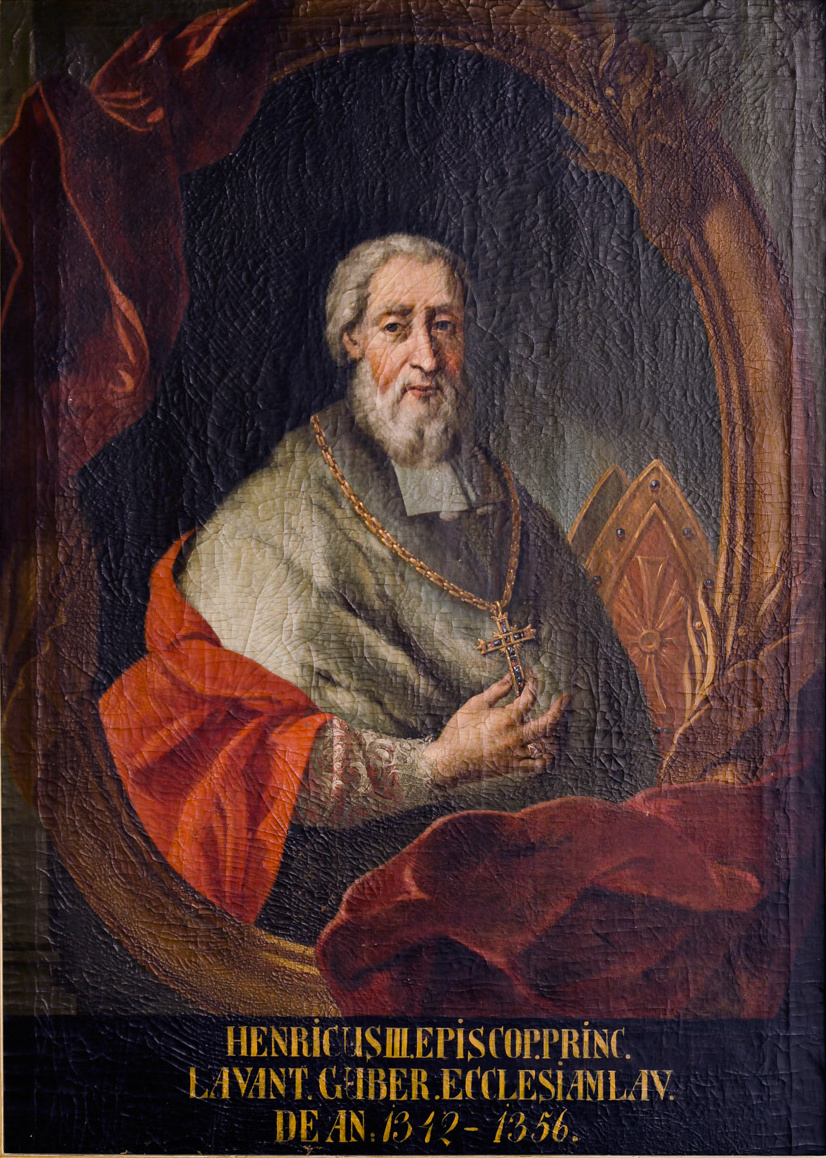
Bild von Heinrich III.

Heinrich III. († 15. Juli 1356) war Bischof von Lavant.
Heinrich war Propst des Stiftes Virgilienberg in Friesach und ab 1338 Verweser des in Wien residierenden Lavanter Bischofs Heinrich von Leis. Nach dessen Tod wurde er durch den Salzburger Erzbischof Heinrich von Pirnbrunn zu dessen Nachfolger ernannt und erhielt als Berater Herzog Albrechts II. den Fürstentitel. Durch Fürsprache Herzog Albrechts bei Papst Clemens VI. erhielt Heinrich zwei weitere Benefizien, vermehrte den Grundbesitz des Bistums dadurch beträchtlich und geriet deshalb in Konflikt mit dem Bischof von Bamberg.